# A State of Trance 2010
A State of Trance 2010 je sedmá kompilace trancové hudby od různých autorů v sérii A State of Trance, kterou poskládal a zamixoval nizozemský DJ Armin van Buuren.

## Seznam skladeb
- Disk 1: On the Beach

1. Susana feat. Omnia & The Blizzard – Closer (5:55)
2. Luigi Lusini – Who We Are (5:54)
3. M6 – Days Of Wonder (4:52)
4. Mat Zo – Near The End (5:25)
5. Monogato – Sincere (4:26)
6. Ron Hagen & Al Exander – Last Minute (4:22)
7. The Thrillseekers – Savanna (4:24)
8. Ørjan Nilsen – Lovers Lane (4:51)
9. Beat Service feat. Emma Lock – Cut And Run (5:42)
10. Tenishia feat. Aneym – Stranger To Myself (Tenishia’s Burnout Mix) (5:35)
11. Andy Moor feat. Carrie Skipper – She Moves (7:20)
12. DJ Governor – Shades Of Grey (5:46)
13. Myon and Shane 54 feat. Labworks – Ibiza Sunrise (Classic Dub) (6:08)
14. Andrew Bennett feat. Sir Adrian – Run Till U Shine (Cosmic Gate Remix) (4:35)

- Disk 2: In the Club

1. Velvetine – Safe [Wherever You Are] (Rank 1 Remix – AvB Intro Edit) (6:44)
2. Faithless – Not Going Home (Armin van Buuren Remix) (6:25)
3. Gaia – Aisha (7:20)
4. Arnej – The Strings That Bind Us (4:49)
5. Eco feat. Lira Yin – Love (Dub Mix) (4:04)
6. Roger Shah & Signum – Ancient World (Roger Shah Long Haul Flight) (5:13)
7. Jer Martin – Ten Minutes To Midnight (Original Club Mix) (5:26)
8. Dreastic – Spirit (5:12)
9. Ferry Tayle – Trapeze (Daniel Kandi’s Emotional Remix) (4:14)
10. Max Graham feat. Neev Kennedy – Sun In The Winter (Alex M.O.R.P.H. Remix) (4:54)
11. Sebastian Brandt – 450 (4:47)
12. Thomas Bronzwaer – Collider (Jorn van Deynhoven Remix) (5:08)
13. Ehren Stowers – Ascent (3:41)
14. Robert Nickson – We Won’t Forget (4:36)
15. Simon Patterson – Taxi (5:31)